# Liste von Medienunternehmern
Als Medienunternehmer werden Unternehmer bezeichnet, die Inhaber von Massenmedien wie Zeitungen, Zeitschriften, Hörfunk- und Fernsehsendern, aber auch von Filmrechten (s. Filmindustrie) sind.
Ein Medienunternehmer, der einen Konzern von Massenmedien leitet, wird auch Pressemagnat, Medienmogul, Medientycoon oder Medienzar genannt.

## Bekannte Medienunternehmer
| Unternehmer             | Staat               | Jahrgang  | Ges. | Medienunternehmen                 | Bemerkung                                                                       |
| ----------------------- | ------------------- | --------- | ---- | --------------------------------- | ------------------------------------------------------------------------------- |
| Silvio Berlusconi       | Italien             | 1936–2023 | m.   | Mediaset                          | —                                                                               |
| Franz Burda             | Deutschland         | 1903–1986 | m.   | Burda-Verlag                      | Gründer des Burda-Verlags, heute Hubert Burda Media                             |
| Hubert Burda            | Deutschland         | 1940      | m.   | Hubert Burda Media                | —                                                                               |
| Gerd Bucerius           | Deutschland         | 1906–1995 | m.   | —                                 | Mitbegründer der Zeit, Großaktionär des Nannen-Verlags                          |
| Anne Cox Chambers       | Vereinigte Staaten  | 1919–2020 | w.   | Cox Entertainment                 | Erbin von Cox Enterprises                                                       |
| Barbara Cox Anthony     | Vereinigte Staaten  | 1922–2007 | w.   | Cox Entertainment                 | Erbin von Cox Enterprises                                                       |
| Serge Dassault          | Frankreich          | 1925–2018 | m.   | Socpresse                         | —                                                                               |
| Hans Dichand            | Österreich          | 1921–2010 | m.   | Kronen Zeitung                    | Neugründer der Kronen Zeitung (Österreich)                                      |
| Aydın Doğan             | Türkei              | 1936–     | m.   | Doğan Medya                       | Inhaber von Doğan Yayın Holding                                                 |
| Alfred Neven DuMont     | Deutschland         | 1927–2015 | m.   | M. DuMont Schauberg               | heute DuMont Mediengruppe                                                       |
| Richard Gruner          | Deutschland         | 1925–2010 | m.   | Gruner + Jahr                     | —                                                                               |
| William Randolph Hearst | Vereinigte Staaten  | 1863–1951 | m.   | Hearst Corporation                | —                                                                               |
| Alfred Hugenberg        | Deutsches Reich     | 1865–1951 | m.   | Hugenberg-Konzern                 | —                                                                               |
| Dirk Ippen              | Deutschland         | 1940–     | m.   | Ippen-Gruppe                      | —                                                                               |
| Leo Kirch               | Deutschland         | 1926–2011 | m.   | KirchMedia                        | heute Premiere bzw. Sky Deutschland                                             |
| Friedrich Küppersbusch  | Deutschland         | 1961–     | m.   | Probono Fernsehproduktion         |                                                                                 |
| Alexander Lebedew       | Russland            | 1959–     | m.   | —                                 | Oligarch und Inhaber von Evening Standard (2009) und The Independent (2010)     |
| John Malone             | Vereinigte Staaten  | 1941–     | m.   | Liberty Media                     | —                                                                               |
| Dietrich Mateschitz     | Österreich          | 1944–2022 | m.   | Red Bull-Medien                   | —                                                                               |
| Robert Maxwell          | Vereinigte Staaten  | 1923–1991 | m.   | Maxwell Communication Corporation | —                                                                               |
| Reinhard Mohn           | Deutschland         | 1921–2009 | m.   | Bertelsmann                       | —                                                                               |
| Willi Münzenberg        | Deutsches Reich     | 1889–1940 | m.   | —                                 | —                                                                               |
| Rupert Murdoch          | Australien          | 1931–     | m.   | News Corporation                  | —                                                                               |
| Mosunmola Abudu         | Nigeria             | 1964–     | w.   | —                                 | —                                                                               |
| Frank Otto              | Deutschland         | 1957–     | m.   | —                                 | —                                                                               |
| Jesús de Polanco        | Spanien             | 1929–2007 | m.   | PRISA                             | —                                                                               |
| Sumner Redstone         | Vereinigte Staaten  | 1923–2020 | m.   | Viacom                            | —                                                                               |
| Haim Saban              | Ägypten             | 1944–     | m.   | ProSiebenSat.1 Media AG           | —                                                                               |
| Richard Mellon Scaife   | Vereinigte Staaten  | 1932–2014 | m.   | —                                 | —                                                                               |
| Axel Springer           | Deutschland         | 1912–1985 | m.   | Axel Springer Verlag              | —                                                                               |
| Tito Tettamanti         | Schweiz             | 1930–     | m.   | —                                 | —                                                                               |
| Ted Turner              | Vereinigte Staaten  | 1938–     | m.   | CNN                               | 1995 Fusion mit Time Warner                                                     |
| Dan Voiculescu          | Rumänien            | 1946–     | m.   | Intact Media Group                | Teil der Holdingul GRIVCO (Rumänien)                                            |
| Jack L. Warner          | Vereinigte Staaten  | 1892–1978 | m.   | Warner Bros.                      | —                                                                               |
| Run Run Shaw            | Volksrepublik China | 1907–2014 | m.   | Shaw Brothers                     | Television Broadcasts Limited (TVB)                                             |
| Sondhi Limthongkul      | Thailand            | 1947–     | m.   | Manager Daily                     | Asia Times, ASTV (Satellit- und Kabelsender)                                    |
| Jimmy Lai               | Volksrepublik China | 1948–     | m.   | Next Media                        | Next Magazine, Next TV, Apple Daily und Inhaber des Textilunternehmens Giordano |
| Wolfgang Fellner        | Österreich          | 1954–     | m.   | Basta                             | News, Oe24.TV (Auswahl)                                                         |